# U-718
Unterseeboot 718 foi um submarino alemão do Tipo VIIC, pertencente a Kriegsmarine que atuou durante a Segunda Guerra Mundial.

## Comandantes
| Comandante             | Data                                         |
| ---------------------- | -------------------------------------------- |
| Oblt. Helmut Wieduwilt | 25 de junho de 1943 - 18 de novembro de 1943 |

## Subordinação
Durante o seu tempo de serviço, esteve subordinado às seguintes flotilhas:
| Período                                      | Flotilha                                |
| -------------------------------------------- | --------------------------------------- |
| 25 de junho de 1943 - 18 de novembro de 1943 | 5. Unterseebootsflottille (treinamento) |